# Tachikawa Ki-55
Tachikawa Ki-55  — серійний навчальний літак Імперської армії Японії періоду Другої світової війни.
Кодова назва союзників — «Іда» (англ. Ida).

## Історія створення
Серійний японський штурмовик Tachikawa Ki-36 завдяки своїм хорошим характеристиками те простоті в керуванні ідеально підходив для підвищеної підготовки пілотів. Для полегшення літака все зайве обладнання, задній кулемет, а також обтічники коліс, знімались. Оглядове вікно в кабіні було відсутнє. В такому вигляді літак був прийнятий на озброєння під назвою «Армійський літак підвищеної підготовки Тип 99».
Літак випускався на заводах Tachikawa та Kawasaki у великих кількостях, загалом до 1944 року було виготовлено 1389 літаків. Зазвичай пілоти закінчували навчання після освоєння самостійних польотів на літаках Ki-55. Також цей літак використовувався в цивільних авіашколах, які працювали за військовими контрактами. Літаки Ki-55 постачались також в Таїланд та військам союзників.
На завершальному етапі війни Ki-55 використовувались для атак камікадзе. У свій останній політ вони брали 250-кг або 500-кг бомбу.
Деякі покинуті літаки Ki-55 використовувались індонезійськими повстанцями проти голландських військ.

## Тактико-технічні характеристики

### Технічні характеристики
- Екіпаж: 2 чоловіка
- Довжина: 8,00 м
- Висота: 3,64 м
- Розмах крила: 11,80 м
- Площа крила: 20,00 м ²
- Маса порожнього: 1 292 кг
- Маса спорядженого: 1 721 кг
- Навантаження на крило: 86,1 кг/м ²
- Двигун: 1 х Hitachi Army Type 98 Ha-13a
- Потужність: 510 к. с.
- Питома потужність: 3,4 кг/к.с.

### Льотні характеристики
- Крейсерська швидкість: 235 км/г
- Максимальна швидкість: 348 км/г
- Практична дальність: 1 235 км
- Практична стеля: 8 150 м
- Швидкість підйому: на 3000 м за 6 хв. 55 с.

### Озброєння
- Кулеметне: 1 × 7,7-мм кулемет

## Оператори

Ki-55 ПС Таїланду в характерному для тренувальних літаків жовтому камуфляжі.

Японська імперія
- ВПС Імператорської армії Японії
  - Льотна школа Кумаґая
  - Льотна школа Міто
  - Льотна школа Тачіарай
  - Льотна школа Уцономія

 Індонезія
- Національна армія Індонезії

 Франція
- Повітряні сили Франції

 Таїланд
- Повітряні сили Таїланду